# Horst Böhme
Horst Böhme (24. srpna 1909, Colmnitz, Klingenberg – 10. dubna 1945, Königsberg, úředně prohlášen za mrtvého 11. prosince 1954) byl jednou z vůdčích osobností nacistické okupační moci v Protektorátu Čechy a Morava. Je považován za iniciátora a vykonavatele mnoha drastických opatření a postupů vůči jeho obyvatelům, podílel se mj. na vyhlazení Lidic.

## Životopis

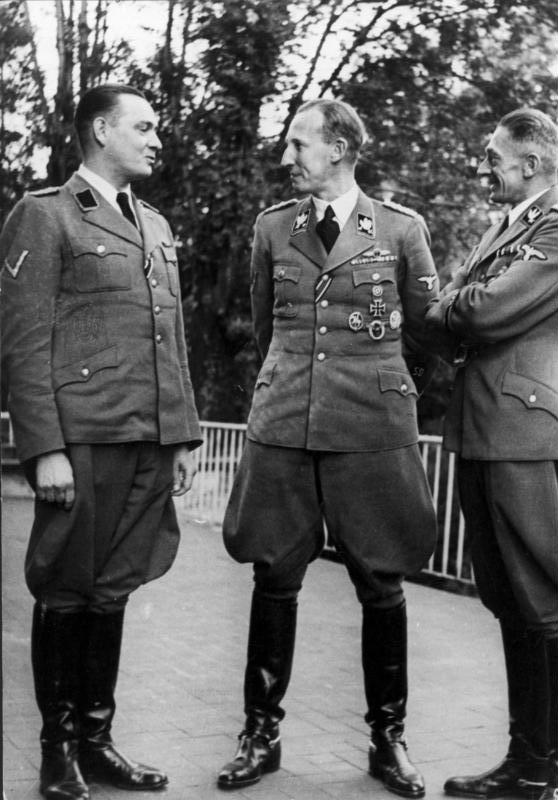
Horst Böhme (vlevo), Reinhard Heydrich a K. H. Frank v Praze, září 1941

Byl synem řezníka Maxe Böhmeho a Liddy Böhme, rozené Hoyerové. Původně se v Drážďanech učil automechanikem a speditérem. Dne 1. března 1933 vstoupil do NSDAP a SS. Od září tohoto roku byl přidělen na úřadovnu gestapa a stal se šéfem Sicherheitsdienst v okrese Drážďany a později v Kielu.
V srpnu 1939 zahájil své působení v Protektorátu Čechy a Morava. Byl nadřazen velitelům gestapa i kriminální policie. Při nástupu Heydricha v září 1941 byl povýšen do hodnosti SS-Standartenführera. V červnu 1942 velel oddílu SD při vyhlazení Lidic.
V září 1942 se stal velitelem Sicherheitspolizei (Sipo) a SD v Königsbergu, později byl také velitelem Einsatzgruppe C.